# Solid Security
Solid Security Sp. z o.o. – przedsiębiorstwo z branży ochrony osób i mienia. Spółka została utworzona w 1991. Jest firmą opartą na polskim kapitale i działającą na terenie całego kraju, poprzez strukturę 62 biur regionalnych i pomocniczych. Solid Security Sp. z o.o. wraz z Grupą Solid od 2003 roku zajmuje 1. pozycję w Polsce wśród firm branży ochrony według przychodu.